# Droga wojewódzka nr 404
Droga wojewódzka nr 404 (DW404) – dawna droga wojewódzka klasy Z o długości 1 km, łącząca Szewce ze stacją kolejową w Szewcach.
Na mocy uchwały Sejmiku Województwa Dolnośląskiego z dnia 20 września 2018 roku droga nr 404 została pozbawiona kategorii drogi wojewódzkiej. Obecnie numer ten nie jest przydzielony do żadnej drogi.
Do 1 stycznia 2009 numerem 404 była oznaczona droga łącząca Krobicę ze Szklarską Porębą. Jeszcze wcześniej oznaczenie to było przypisane do trasy relacji Nysa – Pakosławice – Jaczowice – Niemodlin – Karczów.